# Wonderland (1999)
Wonderland (Alternativtitel: Wonderland – Alle suchen Liebe) ist ein britisches Beziehungsdrama von Michael Winterbottom aus dem Jahr 1999. Es handelt sich um ein Porträt der Stadt London, mit einfachen, jungen Leuten darin, denen gemeinsam ist, dass sie ihren Platz im Leben noch nicht gefunden haben.

## Handlung
Die Millionenstadt London der Jahrtausendwende: Der Film berichtet von wenigen Tagen im Leben dreier Schwestern in ihren Zwanzigern namens Debbie, Nadia und Molly. Ihr näheres Umfeld besteht vor allem aus der Mutter Eileen, deren Mann Bill, dem Nachbarn dieses Ehepaares, seinem schwarzen Sohn Franklyn, Debbies elfjährigem Sohn Jack und seinem Vater Dan sowie Mollys Freund Eddie. Das Ensemble entstammt ausnahmslos der Arbeiterklasse und sie alle leben in beengten Mietwohnungen oder bestenfalls im Kleinbürgeridyll. Stattdessen präsentiert sich die abendliche Metropole in schillerndsten (Neon-)Farben über der Themse.
Die verhärmte Mutter Eileen wohnt im Süden Londons mit ihrem defensiven Mann und wird von dem kläffenden Hund des Nachbarn tagaus, tagein zur Weißglut getrieben. Franklyn, auf der anderen Seite des Gartenzaunes, schottet sich derweil in seinem kleinen Zimmer von den ungeliebten Eltern ab, und hört rund um die Uhr nur noch Musik unter Kopfhörer.
Nadia ist von Beruf Bedienung und alleinstehend, hat wechselnde Liebschaften und versucht ihr Glück mit Kontaktanzeigen. Der Zuschauer erlebt sie dem gleichaltrigen Tim begegnen, der nicht nur Charme hat, sondern auch einen Anschein von Zuverlässigkeit und Ehrlichkeit mitbringt. Er entpuppt sich aber als Enttäuschung. Tim schickt Nadia mit dem öffentlichen Personennahverkehr nach Hause.
Debbie ist Friseurin. Vom Vater ihres Kindes Dan, von dem sie getrennt lebt, ist nichts als Ärger zu erwarten. Ihr Junge ist Dan abgehauen, um das Feuerwerk zu sehen, und wurde überfallen. Nun sitzt der Elfjährige auf dem Polizeirevier fest, wofür sie den einerseits kindsköpfigen, andererseits aufbrausenden Dan verantwortlich macht. Dan, Nadia und Debbie begegnen sich auf der Wache, als sie den Jungen abholen.
Molly ist hochschwanger. Molly, von Beruf Krankenschwester, könnte sich durchaus ein geregeltes Familienleben vorstellen. Ihr Lebensabschnittsgefährte Eddie ist beruflich Verkäufer von Einbauküchen, liebt aber seinen Job nicht gerade, obwohl er recht erfolgreich ist. Zu dieser denkbar ungünstigen Zeit kündigt er tatsächlich seinen Job und traut sich infolgedessen nicht nach Hause.
Darren ist der einzige Sohn der Familie. Er wirkt relativ zufrieden, hat er doch das elterliche Heim früh verlassen. Sein Geburtstag steht bevor, aber die Eltern warten vergebens auf ihn.
Mit einem Befreiungsschlag rückt Mutter Eileen schließlich dem Köter des Nachbarn mit Rattengift zu Leibe, und das Bellen hat ein Ende. Molly bringt eine gesunde Tochter zur Welt, die den Namen Alice tragen wird. Eddie findet vielleicht den Mut bei ihr und dem Kind zu bleiben (er begegnet ihr im Krankenhaus tatsächlich zufällig nach einem Motorrollerunfall). Darren ruft seinen Vater nach langer Zeit wieder an, bzw. spricht ihm auf den Anrufbeantworter. Nadia lernt vor ihrem Elternhaus Nachbarssohn Franklyn kennen, den sie bislang nie wahrgenommen hat, und die beiden gehen redend Richtung Bushaltestelle.

## Hintergründe

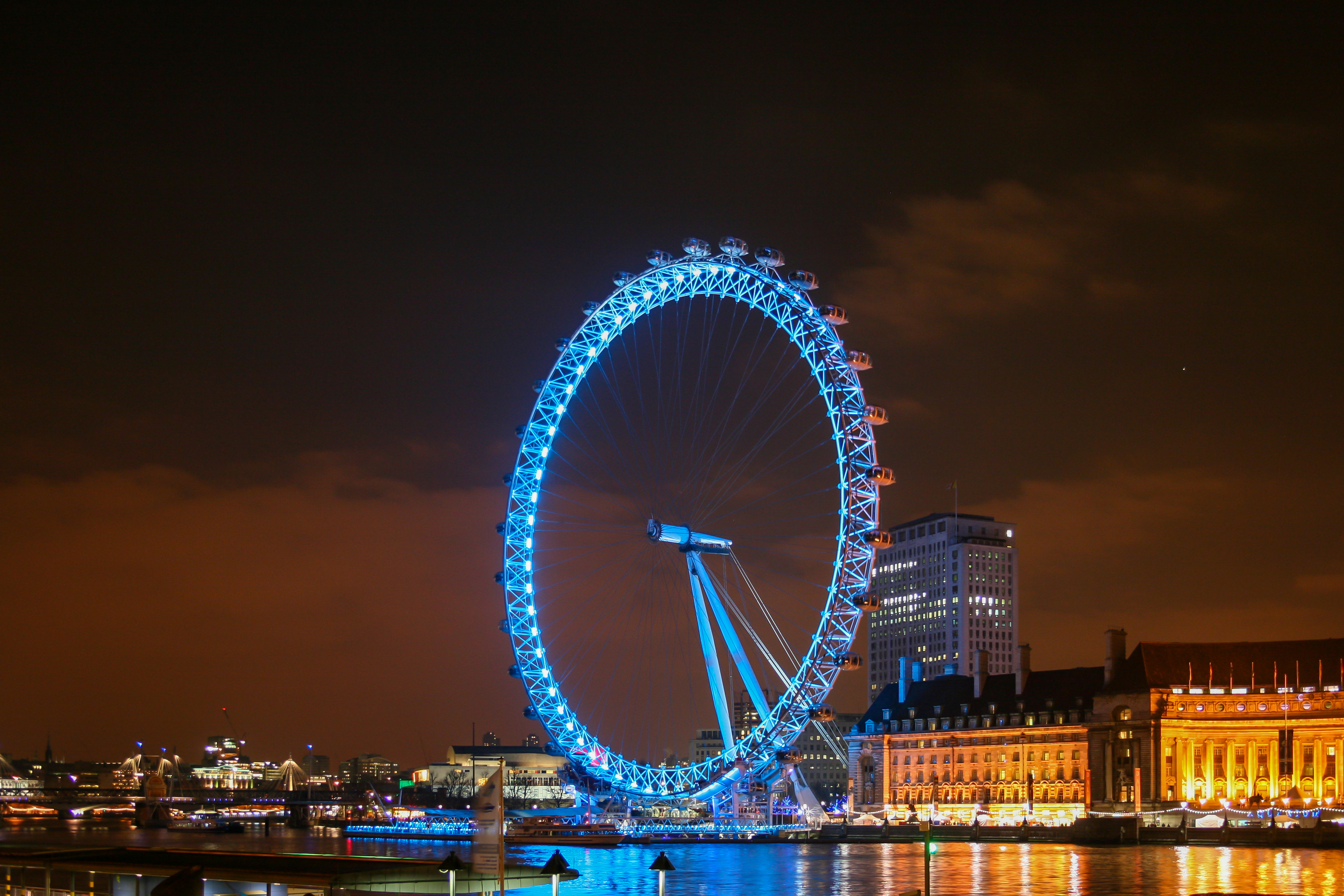
Das London Eye bei Nacht, 2007. Nicht dem Film entnommen.

Der Film wurde im ungewöhnlichen Format von 16 mm gedreht, daher rührt die körnige Optik (im Seitenverhältnis 2,35:1).
Gedreht wurde im Großraum London und im The Langham Hilton im Viertel Marylebone.
Tag der Erstaufführung in der Bundesrepublik Deutschland war der 25. November 1999. Am 25. Mai 2000 erschien Wonderland auf Video.
Der Datenbank Box Office Mojo zufolge betragen die Gesamteinnahmen in den Vereinigten Staaten („Total Lifetime Grosses/Domestic“) etwa 414.000 US-Dollar mit Stand vom 1. April 2008.
Kameramann Sean Bobbitt lieferte mit Wonderland seine erste Arbeit an einem Spielfilm fürs Kino ab. Filmeditor Trevor Waite und Produzent Andrew Eaton arbeiten regelmäßig mit Winterbottom. Es war sein erstes gemeinsames Projekt mit Komponist Michael Nyman, und das erste Drehbuch überhaupt von Laurence Coriat.

## Kritiken
- „Ein Großstadtporträt, das mit lakonischem Humor und beschwingtem Rhythmus ein pulsierendes Zeitbild entwirft, dabei aber auch existenzielle Untertöne der Figuren zum Klingen bringt und unterhaltsam den Zustand urbaner Familienverhältnisse beschreibt.“ – Lexikon des internationalen Films[2]

- „Alles, was in „Intimacy“ nicht stimmt, stimmt in ‚Wonderland‘. ‚Wonderland‘ ist ein wunderbares Portrait der Stadt und einiger seiner Bewohner, weil der Film klar macht, was seine Personen bewegt. […] Im Unterschied zu Chereau interessiert sich Winterbottom für seine Figuren.“ – Andreas Thomas[6]

- „Wie seine Heldinnen versucht der wunderbar fließende Rhythmus des Films der tristen Wirklichkeit zu trotzen, verstärkt durch die märchenhafte Musik […]. Doch selbst wenn am Ende des Films die Überlebenskämpfer kurz innehalten ob des Neugeborenen, ist klar, dass dies nur ein kurzes Durchatmen bedeutet.“ – Berliner Morgenpost[7]

- „Das britische Kino der späten Neunziger Jahre bleibt sich in seinem Interesse für sozial angehauchte Stoffe treu. Michael Winterbottom strebt […] größtmöglichen optischen wie akustischen Realismus an. […] Für Freunde dieser Art von Kino ist dieser Film ansprechende Unterhaltung.“ – Prisma[1]

Mit letzterem dürften Ken Loach und Mike Leigh gemeint sein. Winterbottom nennt Chungking Express, der für das Aussehen mancher Szenen Pate gestanden hätte: daraus wird „eine verblüffende Mixtur aus Realismus und Impressionismus[…] eine Landschaft, die gleichzeitig vertraut und merkwürdig ist“ (Deborah Allison).
Sight & Sound lobte insbesondere die Darstellung von Seiten Ian Harts und die der Gina McKee. Der Autor hielt die Musik Michael Nymans über Strecken für übertrieben, und den Film insgesamt für etwas zu „poliert“ angesichts der pessimistischen, „zartbitteren“ Geschichte. Der Stilwille und die Videoclipästhetik einerseits und der dokumentarische „Dogma lite“-Anspruch (oder Cinéma vérité) andererseits ergäben einen gestalterisch zwiespältigen Film. Die letzten Minuten seien tatsächlich eindrucksvoll.
Roger Ebert begrüßte ein Werk, bei dem endlich einmal wieder die Figuren von Belang wären. Ziel sei nicht die reine Unterhaltung, der Film sei insofern ehrlich gemeint, als dass er keine Schlüsse ziehe.
Die The New York Times hielt Wonderland für uneben, wenig fröhlich, und leider inhaltlich für vorhersehbar.
Stephanie Zacharek formulierte bei Salon.com am 28. Juli 2000: „[…] aggressiv deprimierend […] man meint sich manipuliert bis zu einem Punkt der Taubheit.“

## Auszeichnungen und Nominierungen
BAFTA Award 2000
- Nominierung Alexander Korda Award for Best British Film für Michele Camarda, Andrew Eaton und Michael Winterbottom

British Independent Film Awards 1999
- British Independent Film Award in der Kategorie Best British Film
- Nominierung British Independent Film Award in der Kategorie Best Actress für Gina McKee
- Nominierung British Independent Film Award in der Kategorie Best Director für Michael Winterbottom

Cannes Film Festival 1999
- Nominierung Goldene Palme für Michael Winterbottom. Der Preis ging an Rosetta von Jean-Pierre und Luc Dardenne.

Valladolid International Film Festival 1999
- Nominierung Golden Spike für Michael Winterbottom